# Jatiwaras (plaats)
Jatiwaras is een bestuurslaag in het regentschap Tasikmalaya van de provincie West-Java, Indonesië. Jatiwaras telt 3843 inwoners (volkstelling 2010).